# Гай Атілій Барбар
Гай Атілій Барбар (лат. Gaius Atilius Barbarus; I століття) — політичний і державний діяч Римської імперії, консул-суффект 71 року.

## Життєпис
Походив з роду Атіліїв. Про батьків немає відомостей. Був сенатором, практично не втручався в політичні справи. Підтримував імператора Веспасіана. Завдяки цьому у 71 році став консулом-суффектом разом з Луцієм Флавієм Фімбрією. За час своєї каденції не відіграв помітної ролі у державі. Про подальшу долю його нічого невідомо.